# Maciel Pinheiro
Luís Ferreira Maciel Pinheiro (João Pessoa, 11 de dezembro de 1839 — Recife, 9 de novembro de 1889) foi um advogado e jornalista brasileiro.

## Formação
Maciel Pinheiro estudou na Faculdade de Direito do Recife.
Foi contemporâneo de Castro Alves, Tobias Barreto, Martins Júnior e Fagundes Varela. Inspirados nos princípios filosóficos de Victor Hugo, românticos e idealistas, almejavam reforma social no Brasil.

## Republicano
Era partidário da causa republicana, tendo lutado pela queda do regime imperial. Faleceu seis dias antes da proclamação da República. Por sua militância, mereceu página de homenagem do periódico Libertador - Diário da Tarde, na edição de 15 de novembro de 1889., que iniciava assim:

A morte acaba do abrir mais um claro nas linhas da vanguarda do butalhão sagrado, da phalange augusta dos bandeirantes da civilisação. Rareou á ala dos fortes no logar occupado por Maciel Pinheiro.— (Júlio A. de Luna Freire, 14/11/1989)

## Voluntário da pátria
Com a eclosão da Guerra do Paraguai, alistou-se como voluntário, indo lutar pela pátria.

## Funções exercidas

### Advogado
- Promotor público de Santo Antônio da Patrulha, no Rio Grande do Sul;[1]
- Juiz substituto no Recife;[1]
- Juiz
  - em Imperatriz;
  - em Taquaritinga do Norte;
  - em Timbaúba.

### Jornalista
- Dirigiu O futuro, jornal científico-literário.[1]

Tinha como redatores: Castro Alves e Martins Júnior.
- Dirigiu A Província, jornal abolicionista.[2]

Tinha como redator: Joaquim Nabuco.
- Fundou e dirigiu O Norte, juntamente com Martins Júnior.[2]